# Noertzange
Ne doit pas être confondu avec Noertrange.
Noertzange (luxembourgeois: Näerzeng, allemand: Nörtzingen) est une section de la commune luxembourgeoise de Bettembourg située dans le canton d'Esch-sur-Alzette.